# 格雷夏姆·巴列特
格雷夏姆·巴列特（英語：Gresham Barrett；1961年2月14日—）是美国的一位政治人物。在2003年至2011年期間，他曾經擔任南卡罗来纳州第三選區選出的聯邦眾議員。他的黨籍是共和黨。巴列特出生在威斯敏斯特，曾經在美国陆军服役，官拜上尉。